# Psicodèlia

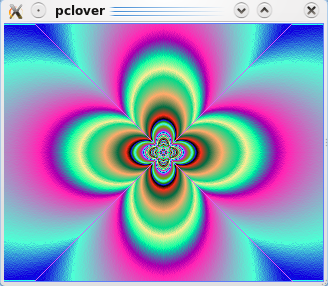
Imatge d'estil psicodèlic generada per ordinador

La psicodèlia (o psiquedèlia) és l'estat de semiconsciència en què la percepció es barreja i apareixen al·lucinacions, colors inesperats, sinestèsia i una expansió general de la ment, resultat de la ingestió d'una droga com l'LSD. El món oníric de la psicodèlia és proper a l'art del surrealisme i ha inspirat cançons, pintures i escrits que reivindiquen el pas a aquesta altra realitat per la ingestió de substàncies o per la imaginació. El terme va ser encunyat pel psiquiatre Humphry Osmond el 1957 i popularitzat pel moviment hippie i contracultural.
A partir de la primera dècada del segle xxi, aproximadament, s'ha esdevingut un esclat de la cultura psytrance, cultura basada en la música electrònica com a mitjà de trànsit a partir del qual, ballant, hom connecta amb la pròpia interioritat i amb les forces tel·lúriques, hom s'expressa, s'allibera, es cura i es diverteix. A Catalunya hi ha dos grans festivals al respecte: Own Spirit (Súria) i Munay (Breda).